# Ludwig Semrad

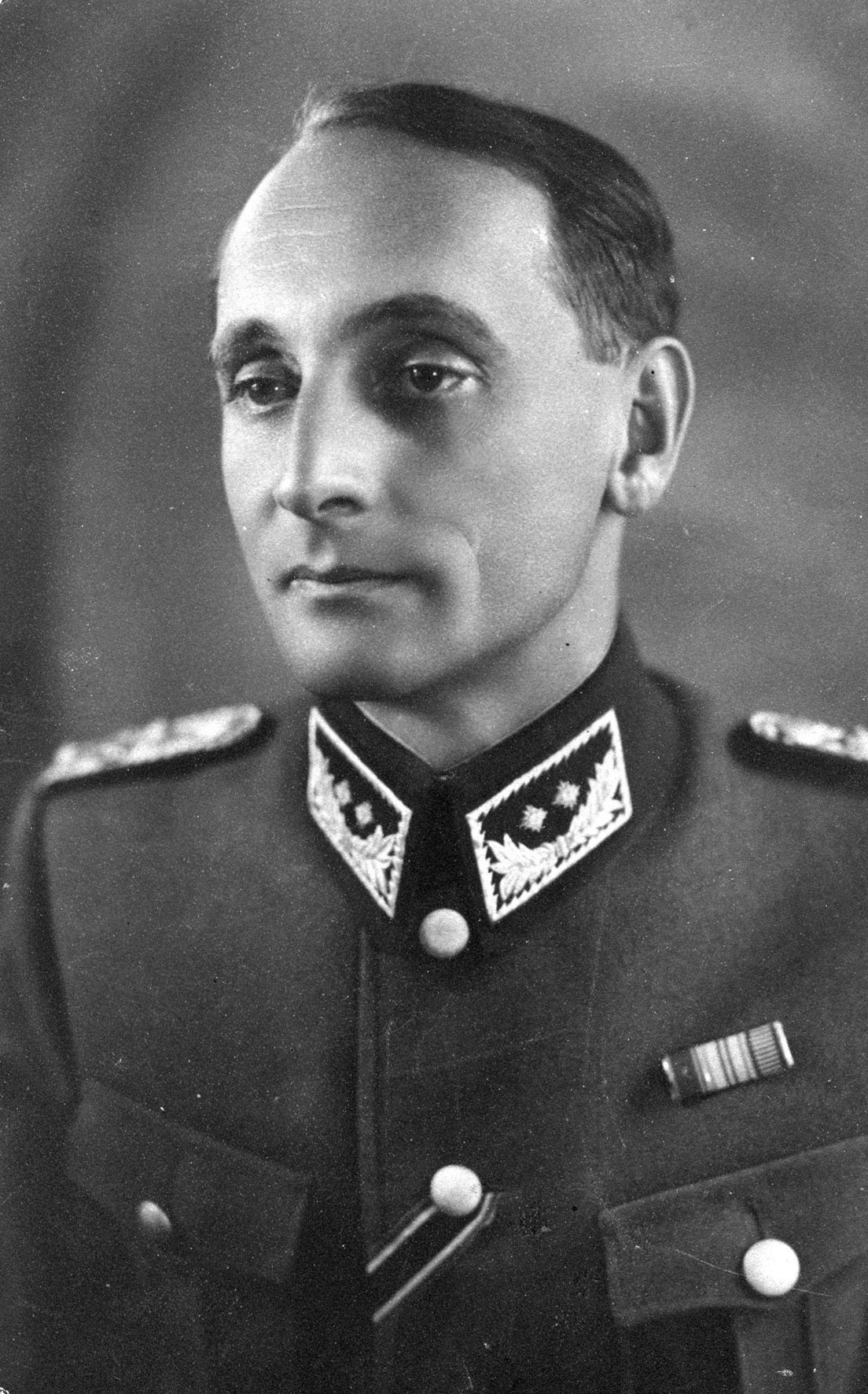
Ludwig Semrad, 1941 in Jagelnica

Ludwig Semrad (* 20. Oktober 1907 in Teschen; † 7. Dezember 1984 in Wien) war ein österreichischer Tabakfachmann und Direktor von Tabakfabriken. Er wurde 1979 als Gerechter unter den Völkern ausgezeichnet.

## Leben
Ludwig Semrad wurde als 2. Sohn (von 8 Kindern) in Teschen, Österreichisch-Schlesien, einer großbürgerlichen, altösterreichischen Offiziersfamilie geboren. Sein Vater Ludwig Semrad war K. u. k. Offizier und seine Mutter Hildegarde stammte aus einer der ältesten und wohlhabendsten großbürgerlichen Familien Teschens, der Familie Gorgosch, die über 300 Jahre nur in der Stadt Teschen lebte. Ludwig besuchte die Volksschule und Realschule in Teschen. Nach dem Ersten Weltkrieg musste die Familie die Heimat verlassen, sein Vater als Österreichischer Offizier musste gleich 1918 nach Wien und die Familie kam 1920 nach. Nach der Matura leistete er seinen Militärdienst beim Inf. Reg. Nr. 5 und besuchte anschließend die Offiziersschule in Enns. Trat aber aus dieser aus, studierte an der Handelsakademie in Wien und anschließend folgte ein Welthandelsstudium.
Bei seinen Studien lernte Ludwig Semrad Julius Madritsch und auch Walter Flöttl kennen, denen er auf seinem späteren Lebensweg wieder begegnen wird.
Sein Vater, Oberstleutnant Ludwig Semrad, brachte in den schweren wirtschaftlichen Zeiten (Weltwirtschaftskrise 1929) seinen Sohn bei der Österreichischen Tabakregie unter. Als Tabakfachmann wurde Ludwig oft ins Ausland geschickt, wie 1938 nach Saloniki. Auch dort wurde Tabak für die Österreichische Tabakregie angebaut. Im November 1939 wurde Ludwig Semrad dann als Direktor in die Tabakfabrik von Czyzyny bei Krakau entsandt. Hier traf er wieder seinen Studienfreund Julius Madritsch, welcher eine Uniform- und Bekleidungsfabrik leitete.
Seine Frau Wanda, geborene Stobka, eine Agraringenieurien aus Krakau, lernte Ludwig 1939 bei einer Einkaufsreise in Wien kennen. Man heiratete 1940 in Czyzyny bei Krakau.
1941 wurde Ludwig mit der Leitung einer polnischen Zigarettenfabrik, der ehemaligen K.u. k. Tabakfabrik in Jagelnica (Ostgalizien), beauftragt. Er überließ die technische Leitung der Fabrik Reuven Wolkowicz, dem vorherigen jüdischen Direktor. 1943 nahm er auch seine Ehefrau Bella Wolkowicz auf, darunter auch Sohn Shlomo Wolkowicz und versuchte möglichst viele jüdische Hilfsarbeiter einzustellen, um sie vor der Deportation in Konzentrationslager zu schützen.
Shlomo Wolkowicz schrieb ein Buch mit dem Titel "Das Grab bei Zloczow: Geschichte meines Überlebens. Galizien 1939–1945.
Im Juni 1944 begann die Gestapo, Semrad zu verfolgen. Bei weiteren Hilfen für die jüdischen Gefangenen setzte er sich selber großen Gefahren aus und erlitt finanzielle Einbußen. 1945 gleich nach Kriegsende wurde er in Krakau verhaftet, da er deutscher Staatsbürger war und in ein Polnisches Konzentrationslager gesteckt. Seine Freilassung konnte nur unter Mühen und nach vielen Zeugenaussagen erreicht werden.
Nach seiner Entlassung zog er mit seiner Ehefrau Wanda Semrad (geb. Stobka) zunächst nach Abtenau bei Salzburg, später als Bankdirektor (Gara Bank) nach Wien. Am 11. Januar 1979 wurde ihm die Auszeichnung Gerechter unter den Völkern verliehen.
Auch seine Gattin ist eine Gerechte unter den Völkern; sie hatte zu Kriegszeiten mit dem polnischen Untergrund zusammengearbeitet.